# Hans Zippelius
Hans Zippelius (* 20. Dezember 1873 in Bullenheim; † 27. April 1956 in Karlsruhe; vollständiger Name: Johann Adam Zippelius) war ein deutscher Architekt.

## Leben
Zippelius war ein Sohn des Schreiners Georg Leonhard Zippelius und dessen Ehefrau Anna Margaretha Zippelius geb. Peterreins. Hans Zippelius hatte noch einen Bruder und eine Schwester. Der Vater starb schon 1879, die Mutter heiratete zwei Jahre später wieder einen Schreinermeister. Johann Leonhard Geck.
Nach der Volksschule begann auch Hans Zippelius eine Schreinerlehre. 1894 ging er als Schreinergeselle nach Würzburg und arbeitete dort in der Königlich Bayerischen Hof-Möbelfabrik Franz Carl Ostberg. 1895/1896 besuchte er zur Weiterbildung die Höhere Zeichen- und Modellierschule Würzburg. Von 1896 bis Ostern 1898 studierte Zippelius in der Architekturabteilung der Kunstgewerbeschule Karlsruhe. Anschließend arbeitete er einige Zeit im Büro von Max Laeuger, ab dem Wintersemester 1898/1899 besuchte er dann für drei Semester als Hospitant die Architekturabteilung der Technischen Hochschule Karlsruhe, daneben arbeitete er im Büro von Hermann Billing.
1903 machte sich Zippelius als Architekt in Karlsruhe selbstständig. Im selben Jahr lernte er die Malerin Dora Horn (1876–1967) kennen, die er 1909 heiratete. Von 1905 bis 1908 unternahm Zippelius zunächst eine dreijährige Studienreise, die vor allen Dingen seine bauhistorischen Kenntnisse erweiterte und im Folgenden auch einen nicht unwesentlichen Einfluss auf seine Architektur hatte. Finanziert wurde seine Reise durch das Martin-von-Wagner-Stipendium der Universität Würzburg. Er besuchte – zum Teil mehrmals – Rom, Pompeji sowie Pergamon, Milet und Priene, wo er auch an Ausgrabungen teilnahm, und bereiste Griechenland, Ägypten, Sizilien und Tunesien.
Ab 1908 arbeitete Zippelius dann wieder als selbständiger Architekt in Karlsruhe, nur noch unterbrochen von einer zweimonatigen Teilnahme an einer archäologischen Exkursion nach Delphi. 1912 wurde der Sohn Arnold Leonhard geboren, 1916 der Sohn Adelhart Teja († 2014).
Der Erste Weltkrieg bedeutete für Zippelius eine lange berufliche Pause. Er meldete sich im November 1914 als freiwilliger Krankenpfleger zum Kriegseinsatz im Kriegslazarett in Laon. Hier freundete er sich mit dem Dirigenten Fritz Stein an. Zippelius wurde in Laon schließlich mit dem Entwurf für den Kriegerfriedhof betraut.
Nach dem Ersten Weltkrieg wurde Zippelius im Mai 1919 Hilfslehrer an der Kunstgewerbeschule Karlsruhe, ab 1920 arbeitete er als Bauamtmann beim Wohnungsamt der Stadt Karlsruhe. 1923 wurde er Geschäftsführer der Baugenossenschaft Wohnungsbau für Industrie und Handel GmbH, für die er eine rege Bautätigkeit entfaltete.
1938 zog sich Zippelius ins Privatleben zurück. Im Bombenkrieg des Zweiten Weltkriegs wurden mehrere der von Zippelius erbauten Gebäude zerstört oder beschädigt, so auch sein eigenes Doppelhaus an der Beiertheimer Allee. Hans Zippelius starb am 27. April 1956 im Alter von 82 Jahren in Karlsruhe.

## Werk
Zippelius entwarf zahlreiche Mehrfamilienwohnhäuser in Karlsruhe sowie einige Einfamilienwohnhäuser und andere Bauten. Vielfach war er auch mit der Gestaltung der Innenräume betraut, einen besonderen Schwerpunkt legte er dabei auf die Gestaltung der Kachelöfen.

### Ausgeführte Bauten
- 1904: Mehrfamilienwohnhaus in Karlsruhe, Boeckhstraße 20
- 1904: Mehrfamilienwohnhaus Meinzer in Karlsruhe, Roonstraße 21
- 1904–1905: Mehrfamilienwohnhaus mit Werkstätten für Doldt in Karlsruhe, Bachstraße 46/48
- 1908–1910: Mehrfamilienwohnhäuser in Karlsruhe, Gartenstraße 44a und 44b
- 1909: Villa für Gustav Selss in Baden-Baden, Markgrafenstraße
- 1910–1912: Wohnhausgruppe in Karlsruhe (Musikerviertel), Bachstraße 3/5/7
- 1911–1912: Einfamilienhaus für Carl Knust in Beiertheim
- 1912: Mehrfamilienwohnhaus für Horn in Karlsruhe, Südendstraße 30
- 1910: Mehrfamilienwohnhaus für Karl Zippelius in Karlsruhe-Rüppurr, Göhrenstraße 2 / Schenkendorffstraße 8
- 1911: Doppelhaus in Karlsruhe-Rüppurr (Gartenstadt Rüppurr), Heckenweg 5–7
- 1911: Doppelhaus in Karlsruhe-Rüppurr (Gartenstadt Rüppurr), Heckenweg 23–25
- 1912: Einfamilienhaus für den Forstwissenschaftler Udo Müller in Karlsruhe, Südendstraße 4
- 1912: Mehrfamilienwohnhaus für Walden in Karlsruhe, Südendstraße 12
- 1912: Mehrfamilienwohnhaus für Jehle in Karlsruhe, Geibelstraße
- 1913: Mehrfamilienwohnhaus in Karlsruhe, Schumannstraße 9
- 1915–1916: Deutscher Kriegerfriedhof in Laon[1]
- 1923–1924: Albsiedlung I in Karlsruhe, Daxlander Straße 1–57, Eckenerstraße 2–32
- 1923–1926: Albsiedlung II in Karlsruhe, Silcherstraße 1–20
- 1926–1928: Albsiedlung III in Karlsruhe, Konradin-Kreutzer-Straße 2–18, Boettgerstraße 19–24
- 1923–1926: Wohnbebauung in Karlsruhe-Mühlburg, Philippstraße, Ludwig-Marum-Straße, Kalliwodastraße, Brahmsstraße
- 1926–1927: Druckerei der Zeitung „Volksfreund“ in Karlsruhe, Waldstraße 28
- 1927: Mehrfamilienwohnhaus für Held in Karlsruhe, Vorholzstraße 25
- 1927–1928: „Ägyptischer Wohnblock“ in Karlsruhe, August-Dürr-Straße 2–8, Renckstraße 1, Gartenstraße 3–5
- 1927–1928: Mehrfamilienwohnhaus für Wolf in Karlsruhe, Treitschkestraße 8
- 1927: Einfamilienhaus für Schork in Karlsruhe-Hagsfeld, Brückenstraße 32
- 1927–1928: Erweiterung der Fabrikgebäude der Kondima-Fabrik AG in Karlsruhe, Stösserstraße 19
- 1927–1928: Mehrfamilienwohnhaus für Barth in Karlsruhe, Vinzentiusstraße 5a
- 1928: Mehrfamilienwohnhaus für Schaier in Karlsruhe, Klauprechtstraße 19
- 1928–1929: Mehrfamilienwohnhaus für Lackner in Karlsruhe, Douglasstraße 26
- 1928–1929: Wohnbebauung in Karlsruhe, Beiertheimer Allee 1–9 / Hermann-Billing-Straße 1–6 (zusammen mit Hermann Billing)
- 1928: Mehrfamilienwohnhaus für Stickhel in Karlsruhe, Hohenzollernstraße 17
- 1928: Mehrfamilienwohnhaus für Häfele in Karlsruhe, Gartenstraße 28
- 1929: Wohnbebauung in Karlsruhe, Ritterstraße 21–35
- 1929–1935: Doppelwohnhaus Zippelius in Karlsruhe, Beiertheimer Allee 23/25
- 1934: Mehrfamilienwohnhaus für Barth in Karlsruhe, Südendstraße 2
- 1935–1936: Wohnhaus in Karlsruhe, Kantstraße 3
- 1936: Mehrfamilienwohnhaus für Scholz in Karlsruhe, Vorholzstraße / Beiertheimer Allee
- 1937–1938: Wohnhaus mit Betsaal für die Neuapostolische Gemeinde in Karlsruhe-Rüppurr, Rastatter Straße 59 / Ostendorfstraße 1
- 1937: Neuapostolische Kirche in Karlsruhe, Görresstraße 3

### Entwürfe
- um 1903/1904?: Wettbewerbsentwurf für einen Saalbau
- 1905: Wettbewerbsentwurf für das Empfangsgebäude des neuen Hauptbahnhofs in Karlsruhe[2]
- 1908: Wettbewerbsentwurf für eine Synagoge in Essen
- 1908: Wettbewerbsentwurf für ein Schulgebäude in Baden-Baden
- 1908?: Wettbewerbsentwurf für ein Kurhaus an der Ostsee
- 1909: Wettbewerbsentwurf für ein Rathaus und eine Sparkasse in Donaueschingen[3]
- 1909: Wettbewerbsentwurf für ein Schulgebäude in Schuls (Engadin)
- 1909: Wettbewerbsentwurf für das Stadttheater in Hagen
- 1909: Wettbewerbsentwurf für das Friedrichsdenkmal in Mannheim
- 1909: Wettbewerbsentwurf für das Friedrichsdenkmal in Karlsruhe
- 1910: Wettbewerbsentwurf für die Umgestaltung des Karlstors in Karlsruhe
- 1910: Wettbewerbsentwurf für einen Saalanbau des Künstlerhauses in Karlsruhe
- 1911: Wettbewerbsentwurf für die Gewerbeschule in Karlsruhe
- 1912: Wettbewerbsentwurf zur Bebauung des Bahnhofplatzes in Karlsruhe[4]
- 1912: Wettbewerbsentwurf zur Bebauung des Ettlinger-Tor-Platzes in Karlsruhe
- 1914: Wettbewerbsentwurf für das Verwaltungsgebäude der Reichsversicherungsanstalt für Angestellte in (Berlin-)Wilmersdorf
- 1919: Entwurf eines Wohnhauses mit Hintergebäude für Martin in Karlsruhe, Breite Straße 67
- um 1920: Entwurf für den Umbau des Schlosses Augustenburg in Karlsruhe
- um 1922: Wettbewerbsentwurf für eine Universitätsstadt
- 1925: Entwurf für die Neuapostolische Kirche in Karlsruhe, Sophienstraße
- 1928: Entwurf für eine Wohnhausgruppe in Nürnberg
- 1928: Entwurf für einen Wohnblock in Karlsruhe, Rintheimer Straße / Tullastraße / Striederstraße
- 1929: Entwurf für das Kino UFA-Palast in Karlsruhe, Karlstraße
- 1930: Wettbewerbsentwurf für die Bebauung des ehemaligen Gottesauer Exerzierplatzes in Karlsruhe
- 1930: Wettbewerbsentwurf für das Evangelische Hauptgemeindehaus in Karlsruhe
- 1935: Wettbewerbsentwurf für das Staatstechnikum in Mannheim
- 1935: Entwurf für ein Mehrfamilienwohnhaus Zippelius in Karlsruhe
- 1935–1938: Entwurf eines Wohnblocks für Zippelius und Doldt in Karlsruhe, an der Ecke Kanonierstraße / Stösserstraße
- 1936: Entwurf zum Neubau einer Garage in Karlsruhe, Vorholzstraße 62
- 1938: Entwurf für ein Mehrfamilienwohnhaus in Karlsruhe, an der Ecke Beiertheimer Allee / Kantstraße